# Спутники Урана

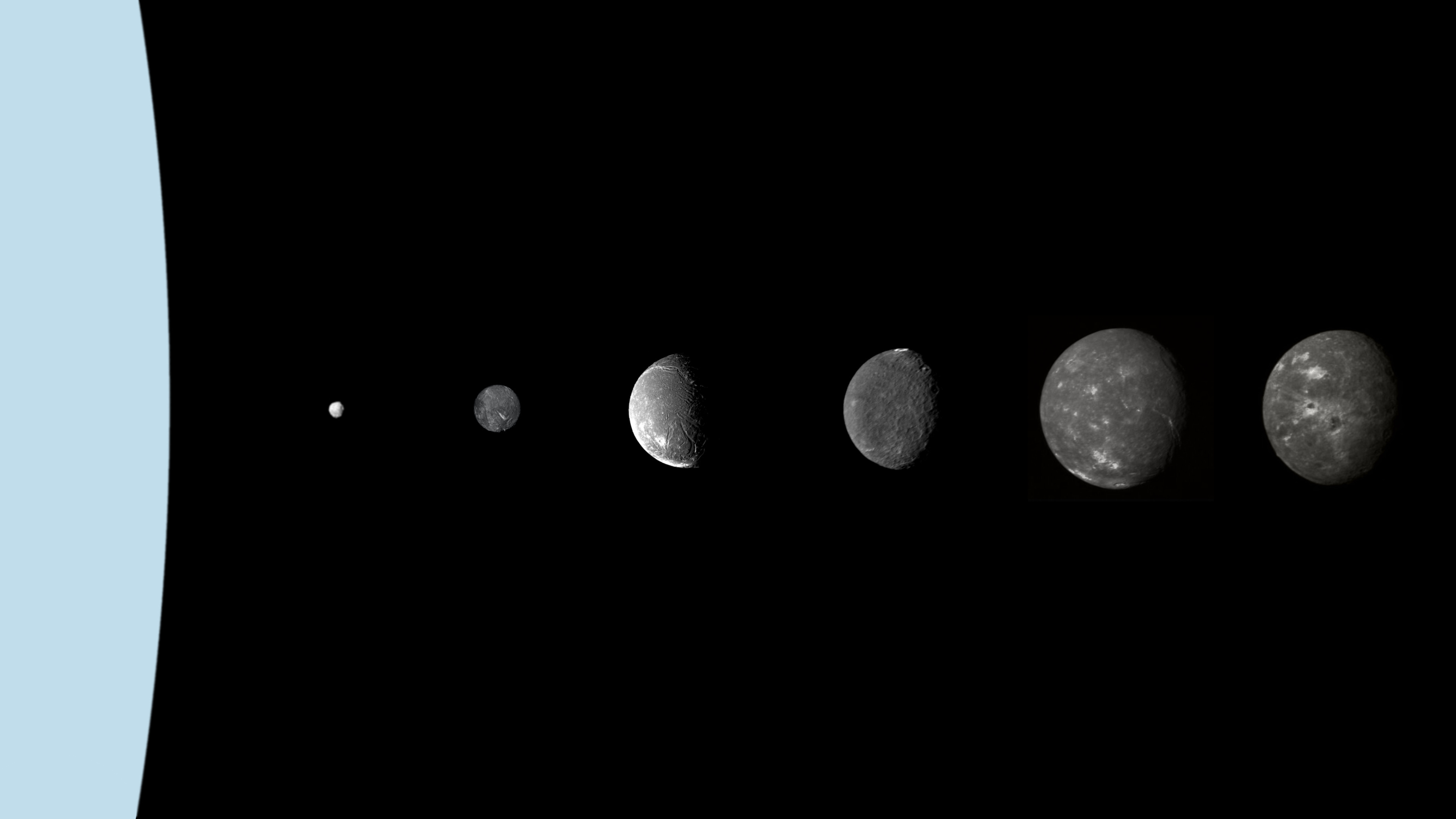
Сравнительные размеры Урана и шести его самых больших спутников. Слева направо: Пак, Миранда, Ариэль, Умбриэль, Титания и Оберон

Спутники Урана — естественные спутники планеты Уран. По состоянию на 2025 год известно 29 спутников. Все они названы в честь персонажей произведений Уильяма Шекспира и Александра Поупа. Первые два спутника — Титанию и Оберон — открыл Уильям Гершель в 1787 году. Ещё два шарообразных спутника (Ариэль и Умбриэль) обнаружил в 1851 году Уильям Лассел. В 1948 году Джерард Койпер открыл Миранду. Остальные спутники были открыты после 1985 года, во время миссии «Вояджера-2» или с помощью сильных наземных телескопов.

## Открытие
Два первых известных спутника, Титания и Оберон, были обнаружены сэром Уильямом Гершелем 11 января 1787 года, через шесть лет после открытия им Урана. Позднее Гершель считал, что обнаружил ещё четыре спутника, и, возможно, даже кольцо (см. ниже). В течение почти 50 лет инструмент Гершеля был единственным, в который можно было различить спутники Урана. В 1840-е годы более совершенные инструменты наблюдений и благоприятное положение Урана позволили время от времени наблюдать другие спутники, помимо Титании и Оберона. В 1851 году Уильям Лассел обнаружил два следующих спутника — Ариэль и Умбриэль.
Изначально Гершель не присвоил собственных имён спутников, ограничившись их нумерацией. Единой системы обозначения спутников Урана римскими цифрами долго не было. В публикациях фигурировали и обозначения Гершеля (где Титания и Оберон — Уран II и IV), и Лассела (где они иногда — I и II). После того как было подтверждено существование Умбриэля и Ариэля, Лассел пронумеровал спутники от I до IV в порядке удаления. С тех пор нумерация не менялась. В 1852 году сын Уильяма Гершеля — Джон Гершель — дал названия четырём известным тогда спутникам.
В течение почти столетия никаких новых открытий спутников Урана сделано не было. В 1948 году, используя 82-дюймовый телескоп обсерватории Мак-Доналд в Техасе, Джерард Койпер обнаружил наименьший из пяти крупнейших, сферических спутников — Миранду.
Несколько десятилетий спустя, в декабре 1985 года — январе 1986 года, космический зонд «Вояджер-2» открыл 10 внутренних спутников:
| Обозначение | Первооткрыватель | Дата получения снимка | Номер | Присвоенное название |
| ----------- | ---------------- | --------------------- | ----- | -------------------- |
| S/1985 U 1  | Стивен Синнот    | 30 декабря 1985 года  | XV    | Пак                  |
| S/1986 U 1  | Стивен Синнот    | 3 января 1986 года    | XII   | Порция               |
| S/1986 U 2  | Стивен Синнот    | 3 января 1986 года    | XI    | Джульетта            |
| S/1986 U 3  | Стивен Синнот    | 13 января 1986 года   | IX    | Крессида             |
| S/1986 U 4  | Стивен Синнот    | 13 января 1986 года   | XIII  | Розалинда            |
| S/1986 U 5  | Стивен Синнот    | 13 января 1986 года   | XIV   | Белинда              |
| S/1986 U 6  | Стивен Синнот    | 13 января 1986 года   | X     | Дездемона            |
| S/1986 U 7  | Ричард Террил    | 20 января 1986 года   | VI    | Корделия             |
| S/1986 U 8  | Ричард Террил    | 20 января 1986 года   | VII   | Офелия               |
| S/1986 U 9  | Брэдфорд Смит    | 23 января 1986 года   | VIII  | Бианка               |

По итогам наблюдений «Вояджера-2» Уран остался единственной планетой-гигантом, у которой не было известно нерегулярных спутников. Однако 6 сентября 1997 года Бреттом Глэдманом, Филом Николсоном, Дж. Э. Бёрнсом и Дж. Дж. Кавеларсом с использованием 200-дюймового телескопа Хейла были открыты первые два нерегулярных спутника, получившие временные обозначения S/1997 U 1 и S/1997 U 2. Ещё три спутника были открыты 18 июля 1999 года при помощи телескопа Канада-Франция-Гавайи обсерватории Мауна Кеа на Гавайских островах:
- S/1999 U 1 — Дж. Дж. Кавеларс, Б. Глэдман, М. Холмен, Ж.-М. Пёти, Г. Шолль;
- S/1999 U 2 — Б. Глэдман, М. Холмен, Ж.-М. Пёти, Г. Шолль;
- S/1999 U 3 — М. Холмен, Дж. Дж. Кавеларс, Б. Глэдман, Ж.-М. Пёти, Г. Шолль.

Названия этих спутников были утверждены в 2000 году: Калибан, Сикоракса, Просперо, Сетебос, Стефано.
В мае 1999 года Эрих Каркошка (Аризонский университет), сравнивая фотографии «Вояджера» с новыми снимками космического телескопа Хаббл обнаружил ещё один спутник. Ему было присвоено временное обозначение S/1986 U 10, а позже и собственное имя — Пердита.
Шестой нерегулярный спутник был открыт 13 августа 2001 года Мэтью Холменом, Дж. Дж. Кавеларсом и Д. Милисавлевичем на 4-метровом телескопе Межамериканской обсерватории Серро-Тололо и получил обозначение S/2001 U 1. После того, как его существование было подтверждено другими наблюдениями, ему было присвоено название Тринкуло. 13 августа 2001 года теми же астрономами и Бреттом Глэдманом также были обнаружены самый удалённый и самый близкий к планете ретроградные нерегулярные спутники Урана. Они получили названия Фердинанд и Франциско.
25 августа 2003 года Марк Шоуолтер и Джек Лиссауэр, исследуя фотографии, сделанные телескопом Хаббл, открыли два внутренних нерегулярных спутника, позже получивших названия Купидон и Маб. 29 августа 2003 года Скотт Шеппард и Дэвид Джуитт открыли ещё один спутник, на этот раз на снимках 8,3-метрового телескопа Субару. Этот спутник стал первым обнаруженным проградным нерегулярным спутником Урана. Ему было присвоено имя Маргарита.
В 2016 году исследователями университета Айдахо была опубликована статья, в которой высказывалось предположение о существовании ещё двух маленьких спутников, выступающих «пастухами» колец α и β. Такие спутники должны находиться на орбите примерно в 100 км от кольца и иметь радиус 2-7 км, что делает их недоступными для обнаружения с Земли.
В 2023 году был обнаружен новый спутник Урана, получивший временное обозначение S/2023 U 1. Спутник был обнаружен американским астрономом Скоттом Шеппардом. Как и остальным спутникам Урана, S/2023 U 1 будет официально присвоено имя одного из персонажей произведений Уильяма Шекспира.
Спутник S/2025 U1, замеченный на серии из десяти 40-минутных снимков с длительной выдержкой, сделанных в ближнем инфракрасном диапазоне камерой NIRCam космического телескопа Джеймс Уэбб, находится между орбитами Офелии и Бьянки.

### Мнимые спутники
После открытия Гершелем Титании и Оберона (11 января 1787 года) он полагал, что наблюдал ещё 4 спутника: два — 18 января и 9 февраля 1790 года и ещё два — 28 февраля и 26 марта 1794 года. Таким образом, много последующих десятилетий считалось, что у Урана 6 спутников, хотя существование 4 из них не подтвердил ни один астроном. Наблюдения Лассела в 1851 году, когда он обнаружил Ариэль и Умбриэль, не подтвердили наблюдения Гершеля; Ариэль и Умбриэль, которые Гершель, конечно же, должен был видеть, если он видел спутники около Титании и Оберона, не соответствовали ни одному из дополнительных спутников, замеченных Гершелем, по орбитальным характеристикам. Поэтому пришли к выводу, что 4 спутника, замеченных Гершелем помимо двух, были иллюзорными — вероятно, результатом ошибочной идентификации звёзд около Урана как спутников, и открытие Ариэля и Умбриэля было признано за Ласселом. Как считалось, у четырёх мнимых спутников Гершеля были следующие сидерические периоды: 5,89 дней (ближе к Урану, чем Титания), 10,96 дней (между Титанией и Обероном), 38,08 и 107,69 дней (дальше Оберона).

## Названия
Первые два спутника Урана, открытые в 1787 году, были названы лишь в 1852 году — через год после обнаружения двух следующих. Их наименованием занялся Джон Гершель, сын первооткрывателя Урана. Он решил не брать названия для спутников из греческой мифологии, назвав их в честь духов из английской литературы: царя и царицы фей и эльфов Оберона и Титании из пьесы «Сон в летнюю ночь» Уильяма Шекспира и сильфов Ариэля и Умбриэль из «Похищения локона» Александра Поупа (Ариэль — также ещё и эльф из Шекспировской «Бури»). Причины такого выбора, по-видимому, кроются в том, что Уран, как бог неба и воздуха, сопровождается духами воздуха. Имена следующих спутников Урана давали уже не в честь духов воздуха (продолжением этой традиции стали только Пак и Маб), а в честь персонажей шекспировской «Бури». В 1949 году пятый спутник, Миранда, был назван его первооткрывателем Джерардом Койпером в честь персонажа из этой пьесы. Он обосновал это тем, что имена детей бога Урана, титанов, использовать нельзя, так как они уже связаны с сыном Урана, Сатурном (и служат источником имён для спутников планеты Сатурн).
Международным астрономическим союзом принято соглашение называть спутники Урана в честь персонажей пьес Шекспира и поэмы Поупа «Похищение локона» (сейчас лишь Ариэль, Умбриэль и Белинда имеют имена из последней поэмы; все остальные — из Шекспира). Сначала наиболее удалённые от планеты спутники называли в честь персонажей «Бури», но эта традиция прекратилась с наименованием Маргариты, имя которой было взято из пьесы «Много шума из ничего».

Сравнение масс спутников Урана. Доля массы спутника в их суммарной массе варьирует от 0,7 % для Миранды до более 40 % для Титании. Масса всех остальных спутников вместе составляет 0,1 % и едва различима на этой диаграмме

- «Похищение локона» (поэма Александра Поупа):
  - Ариэль, Умбриэль, Белинда
- Пьесы Уильяма Шекспира:
  - «Сон в летнюю ночь»: Титания, Оберон, Пак
  - «Буря»: (Ариэль), Миранда, Калибан, Сикоракса, Просперо, Сетебос, Стефано, Тринкуло, Франциско, Фердинанд
  - «Король Лир»: Корделия
  - «Гамлет»: Офелия
  - «Укрощение строптивой»: Бианка
  - «Троил и Крессида»: Крессида
  - «Отелло»: Дездемона
  - «Ромео и Джульетта»: Джульетта, Маб
  - «Венецианский купец»: Порция
  - «Как вам это понравится»: Розалинда
  - «Много шума из ничего»: Маргарита
  - «Зимняя сказка»: Пердита
  - «Тимон Афинский»: Купидон

С названиями некоторых спутников Урана совпадают названия некоторых астероидов: (171) Офелия, (218) Бианка, (593) Титания, (666) Дездемона, (763) Купидон, (900) Розалинда и (2758) Корделия.

## Особенности и группы
Спутники Урана можно разделить на три группы: тринадцать внутренних, пять крупных и девять нерегулярных спутников.

### Внутренние спутники

Схема лун и колец Урана

На 2024 год известно 13 внутренних спутников Урана. Это небольшие тёмные объекты, сходные характеристиками и происхождением с кольцами планеты. Их орбиты лежат внутри орбиты Миранды. Все внутренние спутники тесно связаны с кольцами Урана, которые, возможно, возникли вследствие распада одного или нескольких маленьких внутренних спутников. Два ближайших к планете спутника (Корделия и Офелия) служат «пастухами» кольца ε, а небольшой спутник Маб, возможно, — источник наиболее удалённого кольца μ. Пак, орбита которого расположена между Пердитой и Мабом, возможно, представляет собой нечто вроде переходного объекта между внутренними спутниками и крупными спутниками Урана.
Все внутренние спутники — тёмные объекты; их геометрическое альбедо не превышает 10 %. Они состоят из водяного льда с примесью тёмного материала — возможно, преобразованной радиацией органики. Небольшие внутренние спутники постоянно возмущают орбиты друг друга. Система является хаотичной и, по-видимому, нестабильной.
Расчёты показывают, что внутренние спутники в результате таких возмущений могут выходить на пересекающиеся орбиты и сталкиваться. Дездемона может столкнуться с Крессидой или Джульеттой в последующие 100 миллионов лет.

### Крупные спутники
Пять крупных спутников достаточно массивны, чтобы гидростатическое равновесие придало им шарообразную форму. На четырёх из них замечены признаки внутренней и внешней активности, такие, как формирование каньонов и предполагаемый вулканизм. Наибольший из этих пяти, Титания, имеет 1578 км в диаметре. Это восьмой по величине спутник в Солнечной Системе. Она в 20 раз менее массивна, чем земная Луна.
Система спутников Урана наименее массивная среди систем спутников планет-гигантов; совокупная масса всех 5 крупнейших спутников Урана не составит и половины от массы Тритона, седьмого крупнейшего спутника Солнечной системы (масса Тритона составляет около 2,14⋅1022 кг, тогда как совокупная масса спутников Урана составляет около 1⋅1022 кг. Крупнейший из спутников, Титания, обладает радиусом в 788,9 км, что меньше радиуса земной Луны, но немного больше, чем у Реи, второго из крупных спутников Сатурна, что делает Титанию восьмым по размеру спутником в Солнечной системе. Уран приблизительно в 10000 раз массивнее, чем его спутники (масса Урана — 8,681⋅1025 кг, масса четырёх самых крупных спутников — 8,82⋅1021 кг, массой остальных спутников можно пренебречь).

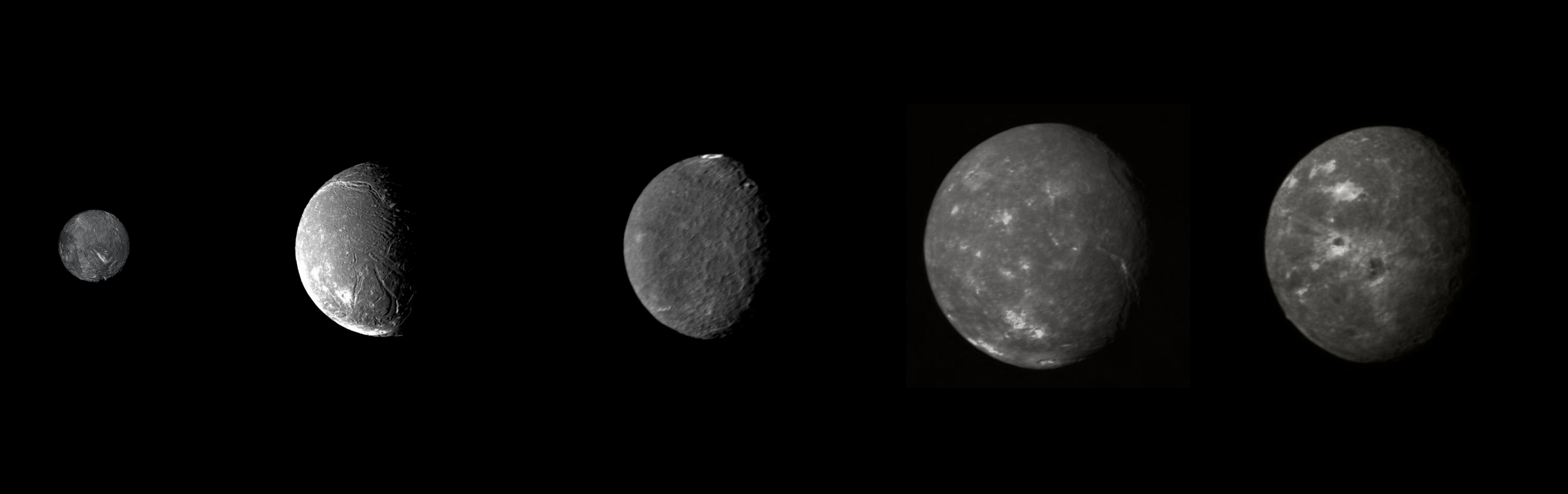
Сравнительные размеры и яркость пяти самых крупных спутников Урана. Слева направо: Миранда, Ариэль, Умбриэль, Титания и Оберон

Среди спутников Урана выделяются пять самых крупных: Миранда, Ариэль, Умбриэль, Титания и Оберон. По диаметру они различаются от 472 км (Миранда) до 1578 км (Титания). Все крупные спутники Урана — относительно тёмные объекты: их геометрическое альбедо меняется в диапазоне 30—50 %, а альбедо Бонда — 10—23 %. Самый тёмный из этих спутников — Умбриэль, а самый яркий — Ариэль. Массы спутников составляют от 6,7⋅1019 кг (Миранда) до 3,5⋅1021 кг (Титания). Для сравнения, масса земной Луны — 7,5⋅1022 кг.
Крупнейшие спутники Урана, как полагают, сформировались в аккреционном диске, который существовал вокруг Урана в течение некоторого времени после того, как он сформировался, или возник в результате столкновения Урана с другим небесным телом в ранний период его истории.
Все крупные спутники Урана состоят из смеси примерно равных количеств льда и камня, за исключением Миранды, состоящей преимущественно изо льда. Составляющими льда могут быть аммиак и углекислый газ.
Их поверхность испещрена кратерами, но все они (за исключением Умбриэля) демонстрируют признаки «обновления» поверхности, выражающиеся в образовании каньонов и, в случае Миранды, яйцевидных, похожих на гоночные треки структур, называемыми коронами. За образование «корон», как считают, ответственны резкие поднятия диапиров. Поверхность Ариэля, возможно, самая молодая, с наименьшим количеством кратеров. Поверхность Умбриэля же выглядит самой старой.
Имевшие место в прошлом резонансы 3:1 между Мирандой и Умбриэлем и 4:1 между Ариэлем и Титанией, как считают, ответственны за нагрев, который вызвал существенную эндогенную активность на Миранде и Ариэле. К такому выводу приводит высокое наклонение орбиты Миранды, странное для столь близкого к планете тела. Крупнейшие спутники Урана состоят из каменного ядра и ледяной оболочки. Титания и Оберон могут иметь океан из жидкой воды на границе ядра и мантии.

### Нерегулярные спутники
Нерегулярные спутники Урана имеют эллиптические и сильно наклонённые (в большинстве своём ретроградные) орбиты на большом расстоянии от планеты.

## Параметры спутников Урана
| Внутренние спутники | Крупные спутники | Нерегулярные спутники с ретроградным вращением | Нерегулярные спутники с прямым вращением |

Ранжированы по степени удалённости от планеты, крупнейшие выделены, знак вопроса отражает приблизительность цифры.
| Номер | Название (сфероидальные спутники выделены жирным шрифтом) | Название (сфероидальные спутники выделены жирным шрифтом) | Средний диаметр (км) | Масса (кг)         | Большая полуось (км) | Орбитальный период (в днях) | Наклон орбиты к экватору, градусы | Дата открытия | Фото |
| ----- | --------------------------------------------------------- | --------------------------------------------------------- | -------------------- | ------------------ | -------------------- | --------------------------- | --------------------------------- | ------------- | ---- |
| 1     | Уран VI                                                   | Корделия                                                  | 42 ± 6               | 5,0⋅1016?          | 49 751               | 0,335034                    | 0,08479                           | 1986          |      |
| 2     | Уран VII                                                  | Офелия                                                    | 46 ± 8               | 5,1⋅1016?          | 53 764               | 0,376400                    | 0,1036                            | 1986          |      |
| 3     | Уран VIII                                                 | Бианка                                                    | 54 ± 4               | 9,2⋅1016?          | 59 165               | 0,434579                    | 0,193                             | 1986          |      |
| 4     | Уран IX                                                   | Крессида                                                  | 82 ± 4               | 3,4⋅1017?          | 61 766               | 0,463570                    | 0,006                             | 1986          |      |
| 5     | Уран X                                                    | Дездемона                                                 | 68 ± 8               | 2,3⋅1017?          | 62 658               | 0,473650                    | 0,11125                           | 1986          |      |
| 6     | Уран XI                                                   | Джульетта                                                 | 106 ± 8              | 8,2⋅1017?          | 64 360               | 0,493065                    | 0,065                             | 1986          |      |
| 7     | Уран XII                                                  | Порция                                                    | 140 ± 8              | 1,7⋅1018?          | 66 097               | 0,513196                    | 0,059                             | 1986          |      |
| 8     | Уран XIII                                                 | Розалинда                                                 | 72 ± 12              | 2,5⋅1017?          | 69 927               | 0,558460                    | 0,279                             | 1986          |      |
| 9     | Уран XXVII                                                | Купидон                                                   | ~ 18                 | 3,8⋅1015?          | 74 800               | 0,618                       | 0,1                               | 2003          |      |
| 10    | Уран XIV                                                  | Белинда                                                   | 90 ± 16              | 4,9⋅1017?          | 75 255               | 0,623527                    | 0,031                             | 1986          |      |
| 11    | Уран XXV                                                  | Пердита                                                   | 30 ± 6               | 1,8⋅1016?          | 76 420               | 0,638                       | 0,0                               | 1986          |      |
| 12    | Уран XV                                                   | Пак                                                       | 162 ± 4              | 2,9⋅1018?          | 86 004               | 0,761833                    | 0,3192                            | 1985          |      |
| 13    | Уран XXVI                                                 | Маб                                                       | ~ 25                 | 1,0⋅1016?          | 97 734               | 0,923                       | 0,1335                            | 2003          |      |
| 14    | Уран V                                                    | Миранда                                                   | 471,6 ± 1,4          | (6,6 ± 0,7)⋅1019   | 129 390              | 1,413479                    | 4,232                             | 1948          |      |
| 15    | Уран I                                                    | Ариэль                                                    | 1157,8 ± 1,2         | (1,35 ± 0,12)⋅1021 | 191 020              | 2,520379                    | 0,260                             | 1851          |      |
| 16    | Уран II                                                   | Умбриэль                                                  | 1169,4 ± 5,6         | (1,17 ± 0,13)⋅1021 | 266 300              | 4,144177                    | 0,205                             | 1851          |      |
| 17    | Уран III                                                  | Титания                                                   | 1577,8 ± 3,6         | (3,53 ± 0,09)⋅1021 | 435 910              | 8,705872                    | 0,340                             | 1787          |      |
| 18    | Уран IV                                                   | Оберон                                                    | 1522,8 ± 5,2         | (3,01 ± 0,07)⋅1021 | 583 520              | 13,463239                   | 0,058                             | 1787          |      |
| 19    | Уран XXII                                                 | Франциско                                                 | ~ 22                 | 1,3⋅1015?          | 4 276 000            | −267,12**                   | 147,459                           | 2001          |      |
| 20    | Уран XVI                                                  | Калибан                                                   | ~ 98                 | 7,3⋅1017?          | 7 231 000            | −579,39**                   | 139,885                           | 1997          |      |
| 21    | Уран XX                                                   | Стефано                                                   | ~ 20                 | 6⋅1015?            | 8 004 000            | −677,48**                   | 141,873                           | 1999          |      |
| 22    | Уран XXI                                                  | Тринкуло                                                  | ~ 10                 | 7,5⋅1014?          | 8 504 000            | −748,83**                   | 166,252                           | 2001          |      |
| 23    | Уран XVII                                                 | Сикоракса                                                 | ~ 190                | 5,4⋅1018?          | 12 179 000           | −1285,62**                  | 152,456                           | 1997          |      |
| 24    | Уран XXIII                                                | Маргарита                                                 | ~ 11                 | 1,3⋅1015?          | 14 345 000           | +1654,32                    | 51,455                            | 2003          |      |
| 25    | Уран XVIII                                                | Просперо                                                  | ~ 30                 | 2,1⋅1016?          | 16 256 000           | −1962,95**                  | 146,017                           | 1999          |      |
| 26    | Уран XIX                                                  | Сетебос                                                   | ~ 30                 | 2,1⋅1016?          | 17 418 000           | −2196,35**                  | 145,883                           | 1999          |      |
| 27    | Уран XXIV                                                 | Фердинанд                                                 | ~ 12                 | 1,3⋅1015?          | 20 901 000           | −2805,51**                  | 167,346                           | 2001          |      |
| 28    |                                                           | S/2023 U 1                                                | ~ 10                 | 3,0⋅1014?          | 7 977 980            | −680,76**                   | 141,894                           | 2023          |      |